# Ушакова, Варвара Алексеевна
Варвара Алексеевна Ушакова (1909 — ?) — трактористка Макушинского зерносовхоза Курганской области, кавалер ордена Ленина (03.10.1930).
Родилась в 1909 г. в с. Чистое Сухоборской волости Челябинского уезда Оренбургской губернии (сейчас — Щучанский район).
В школе не училась. В 12-летнем возрасте осталась круглой сиротой, работала нянькой, батрачила.
В 1928 г. вступила в комсомол и была направлена на 3-месячные курсы трактористов в Челябинск, затем 6 месяцев училась на курсах шофёров. После их окончания стала работать в недавно организованном Макушинском зерносовхозе.
Весной 1930 года организовала первую в Зауралье женскую тракторную бригаду. За достигнутые успехи в труде по представлению Уральского зернотреста была награждена орденом Ленина (с официальной формулировкой «за выдающиеся заслуги на фронте совхозного строительства»).
В 1931 г. делегат XV Всероссийского съезда советов, избрана членом ВЦИК.
В 1935 году поступила в Высшую коммунистическую сельскохозяйственную школу им В. М. Молотова (ВКСХШ) в г. Курган.
В 1937 году в связи с тяжёлой болезнью направлена на лечение в Свердловск. Выехала из Кургана 23 декабря 1937 г. Дальнейшая судьба не известна (ни в Курган, ни в Макушинский зерносовхоз не вернулась).